# Уржумцев, Михаил Васильевич
Михаи́л Васи́льевич Уржу́мцев (1944—1999) — советский и российский актёр театра и кино, заслуженный артист Российской Федерации (1998).

## Биография

### Начало пути
Михаил Уржумцев родился в Ленинграде 16 мая 1944 г. в актёрской семье: его бабушка Мария Филиппова-Зарецкая и дедушка Аркадий Кастальский-Арбелов — артисты 2-й студии МХАТа, мать актриса петербургского театра им. А. Пушкина. С самого детства Михаил оказался причастен к актёрскому искусству — этому способствовало семейное окружение. В 12 лет ещё мальчика Мишу Г. Казанский пригласил сниматься в своего «Старика Хоттабыча», но пробы он не прошёл. Зато буквально сразу же был взят на маленькую роль в фильм Исаака Менакера «Девочка и крокодил» — так состоялся дебют Уржумцева.
В 1963 году Михаил Уржумцев поступил в Ленинградский институт театра, музыки и кинематографии (курс З. Я. Корогодского). ЛГИТМиК окончил в 1967-м. В том же году на студии «Ленфильм» Уржумцева заметил Геннадий Полока, тут же предложив роль в «Интервенции». Эта работа положила начало дружбе режиссёра и артиста.

### Театр
С 1968 года Михаил Уржумцев — артист Мурманского Театра Северного Флота. За 2 года в этом театре сыграл множество ролей: ярких и разнообразных. В 1971-м артист вернулся в родной город и поступил в труппу Театра им. Ленинского комсомола (ныне — театр «Балтийский дом»), где работал до последних дней жизни.

#### Самые заметные роли в спектаклях Театра им. Ленинского Комсомола
- «Процесс» — Сенатор Беркетт
- «Овод» — Карди
- «Дракон» — Бургомистр
- «Ревизор» — Добчинский
- «Как вам это понравится» — Фредерик
- «Чума на оба ваши дома» — Герцог
- «Василиса Прекрасная» — Кащей

### Кино
В 80-е и начале 90-х Уржумцев снялся в нескольких фильмах. Его приглашали Владимир Мотыль, Владимир Шредель, Николай Досталь. Третья встреча с Геннадием Полокой в кино оказалась самой важной. В 1993 году Полока пригласил Михаила Васильевича на центральную роль Герца в свой фильм Возвращение «Броненосца».

### 1998—1999
В июле 1998 года Уржумцев получил звание «Заслуженный артист России». Совсем незадолго до этого, в июне, на генеральном прогоне спектакля «Скупой рыцарь» он неудачно упал, сломав ребро. В ноябре у него был обнаружен рак почки, но артист продолжал выходить на сцену до января 1999 года, когда в последний раз сыграл Добчинского в «Ревизоре».
21 января 1999 года Михаил Васильевич Уржумцев скончался от инсульта. Артист похоронен на кладбище Памяти жертв 9 января в Санкт-Петербурге.

## Семья
Жена — Зоя Шуранова. В браке — дочь Мария и трое сыновей.

## Фильмография
1. 1956 — Девочка и крокодил — мальчик, читающий «Мюнхгаузена»
2. 1967 — Интервенция — французский солдат
3. 1972 — Принц и нищий — эпизод
4. 1984 — Невероятное пари, или Истинное происшествие, благополучно завершившееся сто лет назад — Халявкин, пьяный скрипач
5. 1985 — Три процента риска
6. 1987 — Жил-был Шишлов
7. 1989 — А был ли Каротин? — Георгий Верман
8. 1993 — Проклятие Дюран
9. 1996 — Возвращение «Броненосца» —  Иоганн Францевич Герц
10. 1999 — Болдинская осень